# 엘 차보 아니마도
《엘 차보 아니마도》(스페인어: El Chavo Animado)은 2006년부터 2014년까지 멕시코 독립 방송국과 체스피리토에 의해 제작된 텔레비전 코미디 시리즈이다, 실사 TV 시리즈 《엘 차보 델 오초》를 기반으로 했다.